# 奧利沙內
51°41′19″N 24°54′43″E / 51.68861°N 24.91194°E
奧利沙內（烏克蘭語：Ольшани）是烏克蘭的村落，位於該國西部沃倫州，由卡明-卡希尔斯基区負責管轄，面積0.54平方公里，海拔高度158米，2001年人口162，人口密度每平方公里300人。